# MormonWiki.com
MormonWiki.com é um site multilíngue de plataforma wiki que faz apologia ao mormonismo, mais especificamente à Igreja de Jesus Cristo dos Santos dos Últimos Dias. O projeto se estende a pelo menos vinte diferentes línguas.
O projeto não é ligado oficialmente à igreja, e é mantido por uma organização denominada "More Good Foundation" ("Fundação Para o Melhor", em português).
A versão anglófona do projeto, a maior dentre todas, possui em torno de 1.800 artigos. A versão lusófona conta com mais de 600 artigos.
O projeto é de uso e edição pública, mas exige registro.